# Scoundrel Days
Scoundrel Days è il secondo album in studio del gruppo musicale norvegese a-ha, pubblicato nel 1986.

## Descrizione
L'album esce mentre il gruppo è impegnato nel tour mondiale del 1986.
I tre singoli pubblicati per il mercato europeo e nordamericano furono "I've Been Losing You", "Cry Wolf", e "Manhattan Skyline".
L'album è stato ristampato nel 2010 con ulteriori tracce ed un secondo CD con brani inediti, live e demo.

## Tracce
Lato A
Testi e musiche di Pål Waaktaar e Magne Furuholmen, tranne dove indicato.
1. Scoundrel Days – 3:56
2. The Swing of Things (Waaktaar) – 4:14
3. I've Been Losing You (Waaktaar) – 4:24
4. October (Waaktaar) – 3:48
5. Manhattan Skyline – 4:52

Lato B
1. Cry Wolf – 4:05
2. We're Looking for the Whales – 3:39
3. The Weight of the Wind – 3:57
4. Maybe, Maybe (Furuholmen) – 2:34
5. Soft Rains of April – 3:12

### Ristampa del 2010
Disco 1
1. Scoundrel Days
2. The Swing of Things
3. I've Been Losing You
4. October
5. Manhattan Skyline
6. Cry Wolf
7. We're Looking for the Whales
8. The Weight of the Wind
9. Maybe, Maybe
10. Soft Rains of April
11. I've Been Losing You - Extended Version
12. Cry Wolf – Extended Version
13. Manhattan Skyline – Extended Version

Disco 2
1. Scoundrel Days – Demo
2. The Swing of Things – Demo #3
3. I've Been Losing You – Octocon Studios Demo
4. October – Demo
5. Manhattan Skyline – Demo
6. Cry Wolf – Demo
7. We're Looking for the Whales – 1984 Demo
8. The Weight of the Wind – Demo
9. Maybe, Maybe – Demo
10. Soft Rains of April – Guitar Version
11. Scoundrel Days – Octocon Studios Demo
12. This Alone is Love - Original Version
13. Days on End
14. Train of Thought (Live)
15. I’ve Been Losing You (Live)
16. The Blue Sky" (Live)
17. We're Looking for the Whales" (Live)
18. Cry Wolf (Live)

Scoundrel Days EP
1. Cry Wolf (Extended Version) – 8:13
2. We're Looking for the Whales (live version) – 3:50
3. I've Been Losing You (Dub Version) – 4:28
4. Manhattan Skyline (Extended) – 6:49
5. Hunting High and Low (Extended Version by Alan Tarney) – 6:02

## Formazione
- Morten Harket – voce
- Magne Furuholmen – pianoforte, tastiere, chitarra, voce di supporto
- Paul Waaktaar-Savoy – chitarra principale, basso, batteria (traccia 5), voce di supporto